# Тарский бунт
Тарский бунт — выступление жителей сибирского города Тара против властей в мае 1722 года.

## Ход событий
Весной 1722 в Таре и окрестных старообрядческих скитах узнали, что предстоит присяга наследнику престола в соответствии с указом Петра I от 5 февраля 1722 года. Это указ провозглашал право императора назначить себе любого наследника, но имени его не называл. Поэтому старообрядцы решили, что речь идет о присяге антихристу, имени которого нельзя назвать.
Старообрядцы скитов отца Сергия и Ивана Смирнова решили призвать все население не присягать. С 18 мая Таре в доме казачьего полковника Ивана Немчинова началось широкое обсуждение «отпорного письма», обосновывавшего отказ от присяги. Под этим письмом подписались 228 человек во главе с Немчиновым и о. Сергием.
27 мая комендант Тары Глебовский приказал жителям собраться на соборной площади для приведения к присяге, но присягу согласилось принять лишь несколько человек, а остальные подали «отпорное письмо», которое тут же было публично зачитано.
Власти расценили это как бунт, и из Тобольска на его подавление в Тару были посланы подразделения Московского и Санкт-Петербургского пехотных полков с артиллерией и конницей, всего более 600 человек.
13 июня эти войска под командованием полковника Батасова прибыли в Тару, после чего 70 человек, решивших не сдаваться властям, укрылись в доме полковника Немчинова. 26 июня 49 из них сдались, а остальные подорвали себя пороховым зарядом. При этом пятеро погибли; выживших лечили, а затем казнили.
Другая группа казаков засела во дворе Ивана Подуши и оборонялась четыре месяца, до октября 1722 года.

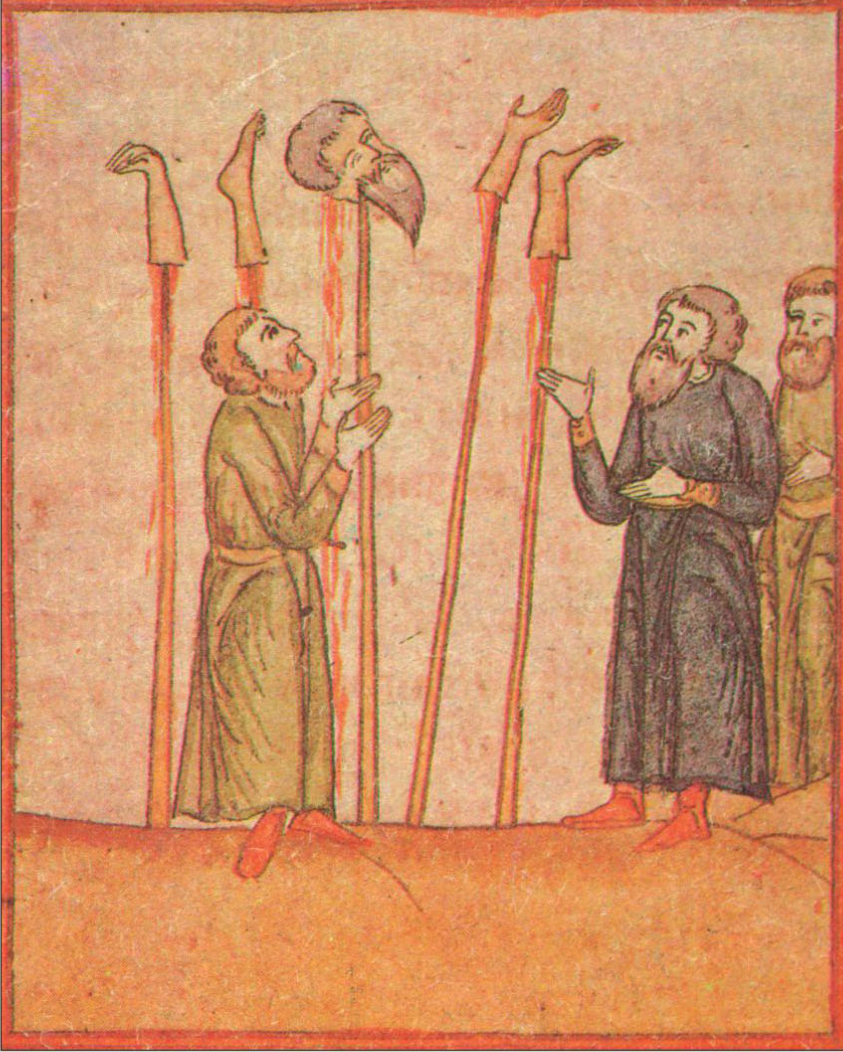
Четвертование полковника Немчинова, миниатюра XIX в.

9 ноября 1722 года был разгромлен скит Сергия, при этом были захвачены 170 человек и много старообрядческих книг. Конфискованные книги отправили в Санкт-Петербург, где их публично сожгли.
Иван Смирнов устроил в своем ските самосожжение. Был схвачен поручик Байгачев, автор «отпорного письма», но ему тарский судья Верещагин за крупную взятку позволил по дороге зарезаться.
По сведениям Г. Ф. Миллера, после следствия была казнена половина всех собравшихся у собора для подачи «отпорного письма», остальные были отправлены в ссылку. Вдоль ведущих в Тару дорог стояли виселицы с казнёнными, отец Сергий был четвертован. Последние обвиняемые по этому делу были казнены в 1735 году. Общее число казнённых, наказанных кнутом и сосланных исчислялось тысячами. После этих событий численность жителей Тары сократилась почти вдвое, разорено было 500 лучших домов, отчего «город Тара прежнего могущества и красоты, и многолюдства весьма лишился».

## Историография бунта
Лишь в 1838 году несколько строк о Тарском бунте были опубликованы в книге известного сибирского общественного деятеля и историка П. А. Словцова. Но подробных материалов об этом событии не публиковалось до того, как в 1970-е годы это сделал историк Н. Н. Покровский.